# Wilwardo Jones Níger
Wilwardo Jones Níger war ein äquatorialguineischer Politiker der frühen Unabhängigkeitszeit.
Níger gehörte zu den Fernandinos, einer Gruppe Kreolen. Er war der Sohn des einzigen einheimischen großen Plantagenbesitzers der Insel Fernando Poo, Maximiliano Jones, und hatte sechs Brüder. Níger studierte in Spanien.
Bereits zu Lebzeiten seines Vaters baute er eine eigene Plantage auf, die in den 1920er Jahren rund 152 Hektar umfasste, womit er nach den Maßstäben der Insel jedoch noch ein kleinerer Pflanzer war. Er übernahm nach dem Tod seines Vaters 1944 dessen Geschäfte und führte seit 1945 auch dessen Plantage. Zuvor bereits Beigeordneter, wurde er am 21. Juni 1960 zum ersten afrikanischstämmigen Bürgermeister der Hauptstadt Santa Isabel, des späteren Malabo, gewählt. Dieses Amt allerdings übernahm bereits im Juni 1961 Abilio Balboa Arking, trotzdem blieb Níger politisch aktiv. So war er von 1960 bis 1964 der Provinzvertreter in der spanischen Cortes. Außerdem war er Teil der Sonderkommission, die das Gesetz für eine innere Autonomie ab 1963 erarbeitete. Für die Unabhängigkeit 1968 gründete Níger 1967 die Partei Unión Demócrata Fernandina, die sich besonders für die Interessen der Fernandino-Minderheit der Insel einsetzte.
Bei den Wahlen 1968 trat die UDF allerdings nicht an. Hier kandidierte er gemeinsam mit Bonifacio Ondó Edu für die Movimento Nacional de Unidas de Guinea Ecuatorial (MUNGE), blieb aber ohne Erfolg. 1969 wurde er der erste Botschafter Äquatorial-Guineas in Kamerun. Um 1970 gab es spanische Pläne für einen Staatsstreich, die ihn als Präsidenten vorsahen. Sie wurden aber nie in die Tat umgesetzt.